# László Jánovszki
László Jánovszki, madžarski rokometaš, * 12. julij 1953, Kondoros.
Leta 1976 je na poletnih olimpijskih igrah v Montrealu v sestavi madžarske rokometne reprezentance osvojil šesto mesto.
Čez štiri leta je z reprezentanco osvojil 4. mesto.